# Convoi HX 27
Le convoi HX 27 est un convoi passant dans l'Atlantique nord, pendant la Seconde Guerre mondiale. Il part de Halifax au Canada le 13 mars 1940 pour différents ports du Royaume-Uni et de la France. Il arrive à Liverpool le 28 mars 1940.

## Composition du convoi
Ce convoi est constitué de 28 cargos :
- Royaume-Uni : 18 cargos
- Grèce : 3 cargos
- Norvège : 3 cargos
- États-Unis : 2 cargos
- Suède : 2 cargos

## L'escorte
Ce convoi est escorté en début de parcours par :
- les destroyers canadiens : NCSM Restigouche et NCSM St. Laurent
- Un paquebot armé britannique : RMS Ascania (en)
- Un sous marin français : Sidi-Ferruch

## Le voyage
Les destroyers canadiens quittent le convoi le 14 mars. Le 24 mars, les destroyers HMS Amazon, HMS Vanoc (en), HMS Versatile (en), HMS Windsor (en) rejoignent le convoi.
Quelques navires[Lesquels ?] prennent du retard le long du parcours.
Néanmoins, le convoi arrive sans problème.